# PRR20A
PRR20A (англ. Proline rich 20A) – білок, який кодується однойменним геном, розташованим у людей на 13-й хромосомі. Довжина поліпептидного ланцюга білка становить 221 амінокислот, а молекулярна маса — 23 262.
| 10         |  | 20         |  | 30         |  | 40         |  | 50         |
| ---------- |  | ---------- |  | ---------- |  | ---------- |  | ---------- |
| MEEPRPSKRL |  | RSMAPNQASG |  | GPPPEPGCCV |  | ADPEGSVEAD |  | GPAQPAQPAK |
| PIAYVKPFRR |  | QPPARPESPP |  | PAERGRRRGG |  | SRRPGRGRGR |  | RAGPRGDAGQ |
| RQGAEGLMAP |  | DVHIQLDHHG |  | EPGHQGEPEI |  | TETAAFSLSE |  | TGPPPGTVQE |
| GPGPDVAQPE |  | LGFQEPPAAP |  | GPQAVDWQPV |  | LTLYPCIGFR |  | ALGDSAVLQV |
| IQTPQGTYVQ |  | GVPVFLTDIA |  | Y          |  |            |  |            |

A: Аланін

C: Цистеїн

D: Аспарагінова кислота

E: Глутамінова кислота

F: Фенілаланін

G: Гліцин

H: Гістидин

I: Ізолейцин

K: Лізин

L: Лейцин

M: Метіонін

N: Аспарагін

P: Пролін

Q: Глутамін

R: Аргінін

S: Серин

T: Треонін

V: Валін

W: Триптофан